# Panzytopenie
Eine Panzytopenie ist eine Zellzahlabnahme in allen drei Zellreihen (Trizytopenie) der Blutbildung, also der weißen (Leukopenie), der roten Blutkörperchen (Anämie) und der Blutplättchen (Thrombozytopenie). Ursache für eine Panzytopenie ist entweder eine Störung der Blutbildung im Knochenmark oder ein erhöhter Abbau von Blutzellen.
Störungen der Knochenmarksfunktion mit Panzytopenie sind Aplasie des Knochenmarks, akute Leukämie, Myelodysplastisches Syndrom, Multiples Myelom, Malignes Lymphom des Knochenmarks, Knochenmarks-Tuberkulose, Megaloblastäre Anämie, Knochenmarkfibrose und Hämophagozytäres Syndrom. Darüber kann eine Knochenmarkschädigung durch Medikamente (Busulfan, Cyclophosphamid, Anthracycline, Nitrosoharnstoffe, Metamizol), Strahlentherapie bzw. Strahleneinwirkung oder chemische Substanzen (Benzol, andere organische Lösungsmittel, Insektizide) ausgelöst werden.
Ein erhöhter Abbau von Blutzellen kann bei einer Splenomegalie auftreten.
Folgen einer Panzytopenie sind eine Infektionsgefahr durch Mangel an Leukozyten, Schwäche durch Mangel an Erythrozyten (roten Blutkörperchen) und Blutungsneigung durch Mangel an Thrombozyten.
Die Symptome sind auch bei Tieren bekannt, so bei Rindern (Bovine Neonatale Panzytopenie) und Katzen.